# Louis-Adélard Senécal
Louis-Adélard Senécal, né le 10 juillet 1829 à Varennes et mort le 1er octobre 1887 à Montréal, est un homme d'affaires et homme politique québécois. Personnage coloré et controversé, il a été vu par ses contemporains soit comme un spéculateur génial et dynamique soit comme un homme malhonnête sans scrupule qui n'hésita pas à puiser dans les coffres de l'État pour s'enrichir.

## Ses débuts en affaire
Fils d'un cultivateur et commerçant en grains, Louis-Adélard Senécal (son nom est souvent orthographié Sénécal mais lui signait toujours Senécal) fait ses premières études à Varennes puis les continue à Burlington dans le Vermont. Plus tard, ses parents déménagent à Verchères où son père développe un commerce de céréales. Il épouse Delphine Dansereau, fille d'un homme d'affaires, le 18 janvier 1850, et aura deux filles d'elle.
En 1851, Senécal part sa première affaire en devenant copropriétaire d'un magasin général à Verchères. La même année, à l'automne, son père l'engage dans son commerce comme promoteur spécial et agent d'affaires pour le commerce de céréales. Il doit cependant déclarer faillite l'année suivante à cause de pertes subies avant son entrée dans la société.
Louis-Adélard réussit cependant à se renflouer et, le 2 mars 1853, achète avec son père et son beau-père le navire à vapeur George Fredericks qu'ils rebaptisent le Verchères. C'est Senécal fils qui en devient le capitaine et qui fait régulièrement la navette entre Montréal et Verchères.
Le 4 août 1854, il crée avec son père et son beau-père la Senécal, Dansereau et Compagnie dont le but est le transport du grain sur le fleuve Saint-Laurent. En plus du Verchères, il fait l'acquisition de quelques autres bateaux. La société prend le nom de Dansereau et Compagnie en 1857 lorsque Senécal décide de vendre la tiers de ses parts à Pierre-Édouard Malhiot.
En 1858, il fonde avec d'autres hommes d'affaires la Compagnie de navigation d'Yamaska dont le but est de faire du cabotage sur les rivières Yamadska et Saint-François  ainsi que sur le Saint-Laurent entre Montréal et Saint-Hugues. L'année suivante, associé à Sévère Dumoulin et à Édouard-Louis Pacaud, il fonde la Compagnie de navigation de Trois-Rivières. Il gère alors ses affaires de son bureau à Sorel.
En 1862, il se lance dans la construction de bateaux. Il signe alors un contrat avec H. Robertson and Company de Montréal dans lequel il s'engage à construire 5 barges au coût de 7 500 $. Au milieu des années 1860, il possède une flotte de 11 navires et de 89 barges et fait le commerce entre Sorel, Montréal et l'État de New York.
Senécal ne se limite pas au transport maritime. Dans les années 1860, il s'engage dans la spéculation sur la propriété foncière. Ainsi, en février 1866, il achète les terres du baron de Longueuil dans le canton d'Upton. Le mois suivant, il achète de l'homme d'affaires Ignace Gill la propriété voisine. Il est alors propriétaire d'une immense étendue de terrain au sud de Montréal et de Sorel.
En 1866, il fonde également la Compagnie des moulins à vapeur de Pierreville. Il exploite ainsi des moulins à scie, à farine et à carder. À l'automne 1867, il est maintenant reconnu comme l'un des grands hommes d'affaires du Québec, son chiffre d'affaires se situant à 3 000 000 $. Le siège de sa société est à Sorel mais il réside à Montréal. Il a déjà la réputation d'un homme  ayant peu de scrupules en affaires et celle-ci ne fera qu'empirer au cours des années suivantes.

## Ses débuts en politique
À la suite de l'entrée en vigueur de la Confédération, des élections générales fédérales et provinciales ont lieu à l'automne. Alors proche du Parti libéral, Senécal décide de s'y présenter et, en vertu du double mandat alors en vigueur, il se porte candidat dans Drummond-Arthabaska au fédéral et dans Yamaska au provincial. Il remporte les deux élections et siégera à l'Assemblée législative jusqu'en 1871 et à la Chambre des communes jusqu'en 1872. Souvent absent des séances parlementaires, il est plus actif devant les comités. Son expérience comme député ne semble pas l'avoir enthousiasmé puisqu'il ne se représente pas aux élections suivantes. Préférant agir dans l'ombre, il décide de financer la carrière de politiciens qui pourraient lui être utiles en Chambre. Il est ainsi l'un de ceux qui patronne les débuts en politique du jeune Wilfrid Laurier.
Parallèlement à la politique, Senécal continue à gérer ses affaires. Le 20 novembre 1867, cependant, il déclare une faillite évaluée à environ 410 000 $. Il semble que la fin du traité de réciprocité suivi de la fermeture du marché américain l'ait pris par surprise. Il parvient tout de même à un accord avec ses créanciers qui lui permet de garder une partie de ses actifs. Le 20 juin 1868, une nouvelle tuile lui tombe sur la tête lorsque ses moulins de Pierreville sont détruits par un incendie. Incapable de payer, il déclare de nouveau faillite en 1870. Ses dettes s'élèvent alors à plus de 407 000 $. Un ex-associé accepte d'acheter l'actif de la faillite et les créanciers acceptent l'offre. Il devient alors propriétaire des biens de Senécal mais, quatre jours plus tard, il les lui revend pour une somme de 35 000 $. L'ex-associé affirme les avoir bien reçu.

## Les chemins de fer
Au début des années 1870, Senécal se lance dans la construction de chemins de fer, alors en plein essor. En 1875, il reçoit le contrat de refaire le chemin de fer Sorel-Drummondville, appelé le Richelieu, Drummond et Arthabaska, et de le prolonger jusqu'à Acton Vale vers le sud. Il le termine tant bien que mal en 1876, après avoir menacé de suspendre les travaux si le gouvernement ne lui octroyait pas plus de subventions. Le maie de Sorel, Georges-Isidore Barthe, le traite alors de spéculateur véreux et l'accuse d'avoir acheté certains députés comme Charles-Ignace Gill, député de Yamaska. Barthe détestait Senécal depuis que celui-ci l'avait obligé à démissionner de la mairie de Sorel en 1872 pour une question de conflit d'intérêts. Barthe avait été rétabli dans ses droits en janvier 1873 mais, rancunier, il tentait depuis d'affaiblir son influence dans la région.
Senécal continue alors à spéculer. En 1873, il semble avoir escroqué Adolphe Roy avec des billets sans provision. Le montant était de 17 000 $. Il se sert alors de plus en plus de prête-noms qui prennent possession des subventions et qui dépensent des montants dont on ne connait jamais le chiffre exact.
En 1874, Alexander Mackenzie, premier ministre libéral du Canada, lui refuse le siège de sénateur qu'il demandait. Il s'allie alors au Parti conservateur et devient l'ami de Joseph-Adolphe Chapleau et d'Arthur Dansereau. La Minerve, un journal conservateur, le défend contre ses nombreux détracteurs. Il prend alors en charge la trésorerie du Parti conservateur du Québec qui sera bientôt alimenté en fonds de toutes sortes.
En 1877, Laurier se représente donc dans le district de Drummond-Arthabaska à la suite de sa nomination comme ministre. Chapleau convainc Senécal de le faire battre. À grand renfort d'argent, l'homme d'affaires parvient à faire élire Désiré Olivier Bourbeau, un marchand inconnu, par une majorité de 29 voix.
Senécal s'intéresse alors de plus en plus à la future construction du Québec, Montréal, Ottawa et Occidental, un chemin de fer qui doit relier Ottawa à Québec en passant par Montréal et la rive nord du Saint-Laurent. Le gouvernement De Boucherville s'apprête à lui obtenir le contrat lorsque le lieutenant-gouverneur, Luc Letellier de Saint-Just le destitue et demande à Joly de Lotbinière de former le nouveau gouvernement. Celui-ci embarrasse Senécal au cours des mois suivants car Québec lui doit 151 000 $ et le nouveau cabinet retarde le paiement de la créance. Senécal use alors de son influence d'abord pour faire destituer Letellier de Saint-Just, ensuite pour faire renverser le gouvernement Joly de Lotbinière. Lorsque Joseph-Adolphe Chapleau, devient premier ministre, à l'automne 1879, il ne peut plus rien lui refuser.

## L'éminence grise de Chapleau
Malgré les protestations de l'aile ultramontaine du Parti, Chapleau forme avec le journaliste Dansereau et le trésorier Senécal une sorte de gouvernement occulte vite critiqué par l'opposition libérale. Le 1er mars 1880, Senécal est nommé à la surintendance du Québec, Montréal, Ottawa et Occidental avec un salaire égal à 2.5 % des profits nets de l'exploitation du chemin de fer. Le chemin de fer se construit mais la société devient vite un nid de patronage où le PCQ encaisse des revenus importants. L'intégrité du premier ministre est elle-même compromise. Dans son édition du 5 octobre, Le Canadien écrit : « Le premier ministre a dans son entourage des hommes corrompus, dépravés, perdus dans l'estime publique (…) Ce sont ces tripotiers, ces spéculateurs véreux, qui compromettent le chef du gouvernement, le discréditent et qui exercent sur lui, nous le craignons, un contrôle aussi néfaste que dangereux pour les intérêts de la province. »
Le 20 avril 1881, dans le journal libéral de Québec L'Électeur, un article intitulé La Caverne des 40 voleurs accuse ouvertement Senécal d'escroquerie. Il n'est pas signé mais on apprendra vite que l'auteur n'est autre que Wilfrid Laurier. Il dit : « Il (Senécal) a, au cours de sa carrière, simplifié l'arithmétique. Pour M. Senécal, toute la science de la finance se réduit à cette formule : je pose zéro et je retiens tout… Dans sa carrière, vous ne trouverez que deux choses, des ruines et des victimes. C'est là l'homme auquel Chapleau a confié l'administration du chemin de fer provincial, c'est là l'homme qu'il s'est adjoint pour restaurer les finances. À l'automne 1881, Senécal poursuit Laurier et L'Électeur mais le jury est divisé et la Cour doit se séparer sans verdict ». Toutefois, au cours des mois suivants, le terme sénécaleux devient vite synonyme de voleur et de pillard.
Les ultramontains critiquent également Senécal et veulent l'empêcher de faire circuler les trains le dimanche. Cependant, malgré toutes ces attaques, Chapleau réussit tout de même à faire élire un gouvernement très majoritaire lors des élections générales du 2 décembre 1881.
En 1882, Senécal fait de nouveau parler de lui lorsqu'il décide de vendre le Québec, Montréal, Ottawa et Occidental. La section ouest (Ottawa-Montréal) est achetée pour 4 000 000 $ par le Canadien Pacifique. La portion est (Montréal-Québec) est vendue à un syndicat financier formé de Thomas McGreevy, Joseph-Aldéric Ouimet, Alphonse Desjardins… et Louis-Adélard Senécal pour également 4 000 000 $. L'Assemblée législative ratifie la vente le 27 mai. Plus tard, la section est sera revendue au Grand Tronc et Senécal s'assurera aussi un profit sur cette vente.
La vente du tronçon est au syndicat de Senécal ne plait pas à tous les conservateurs. Le ministre des Travaux publics, John Jones Ross, démissionne pour montrer son désaccord.
Lorsque Chapleau démissionne pour se présenter au niveau fédéral, en juillet 1882, Senécal reste l'un des hommes les plus puissants et les plus influents de la province.

## Les dernières années
À l'été 1882, Senécal revient d'un voyage en Europe, emballé par la nouvelle amitié franco-québécoise. Il a de nouveaux projets en tête : l'installation d'un câble télégraphique reliant Halifax à la côte anglaise, la création d'une liaison maritime reliant Rouen à Québec, et la fondation d'une société générale de colonisation. Faute d'investisseurs, il est obligé d'abandonner tour à tour toutes ces idées. Des attaques de certains journaux de Toronto ont en effet miné sa crédibilité en Europe. Lors d'un second voyage en France en 1883, il reçoit cependant la Légion d'honneur.
À l'automne, Senécal commence à décliner politiquement. Le nouveau premier ministre, Joseph-Alfred Mousseau, lui fait peu confiance. Les ultramontains, en octobre, l'attaquent de nouveau dans une brochure intitulée Le Pays, le Parti et le grand Homme. Ils accusent Chapleau d'avoir laissé agir Senécal, connu pour ses corruptions et ses fraudes.
Senécal ne va dès lors que se consacrer aux affaires. En 1882, il devient président de la Compagnie de navigation du Richelieu et de l'Ontario, alors sur son déclin. Il veut amalgamer la section est du Québec, Montréal, Ottawa et Occidental avec cette société pour obtenir le monopole du transport sur le fleuve. La vente du chemin de fer met fin à ce rêve mais il réussit tout de même à faire remonter les profits de sa nouvelle compagnie. En 1886, il parvient même à s'emparer pour 200 000$ du circuit de la rivière Saguenay.
En juin 1883, il achète pour 1 600 000$ la succession G. B. Hall qui comprend les forges de Radron dans la circonscription de Champlain, les moulins de Montmorency près de Beauport et plusieurs terres en Estrie. Senécal paie comptant 250 000$. Il s'agit à ce moment de la plus grande transaction de ce genre au pays. Une semaine plus tard, il remet en dot à sa fille un chèque de 100 000$. Son gendre est William Edmond Blumhart, qui fonde La Presse en 1884. Senécal en sera l'un des premiers actionnaires.
En janvier 1887, John A. Macdonald le nomme finalement sénateur. À l'automne, il est frappé de paralysie et meurt le 11 octobre à Montréal à l'âge de 58 ans. Il est inhumé au cimetière Côte-des-Neiges.
Senécal est vu par plusieurs de ses contemporains comme un spéculateur peu scrupuleux prêt à n'importe quelle manigance pour faire de l'argent. Selon Chapleau, cependant, il a incarné le réveil économique des Canadiens-français.